# Le Voyage (bande dessinée)
Pour les articles homonymes, voir Le Voyage.
Le Voyage est une bande dessinée d'Edmond Baudoin, publiée en 1996 aux éditions L'Association, dans la collection Ciboulette.

## Récompenses
- 1997 : Alph'Art du scénario au festival d'Angoulême